# Danh sách tiểu hành tinh: 9801–9900
| Tên                | Tên đầu tiên | Ngày phát hiện       | Nơi phát hiện                      | Người phát hiện                                        |
| ------------------ | ------------ | -------------------- | ---------------------------------- | ------------------------------------------------------ |
| 9801 -             | 1997 FX3     | 31 tháng 3 năm 1997  | Socorro                            | LINEAR                                                 |
| 9802 -             | 1997 GQ6     | 2 tháng 4 năm 1997   | Socorro                            | LINEAR                                                 |
| 9803 -             | 1997 GL8     | 2 tháng 4 năm 1997   | Socorro                            | LINEAR                                                 |
| 9804 -             | 1997 NU      | 1 tháng 7 năm 1997   | Wise                               | E. O. Ofek                                             |
| 9805 -             | 1997 NZ      | 1 tháng 7 năm 1997   | Xinglong                           | Chương trình tiểu hành tinh Bắc Kinh Schmidt CCD       |
| 9806 -             | 1997 NR6     | 10 tháng 7 năm 1997  | Xinglong                           | Beijing Schmidt CCD Asteroid Program                   |
| 9807 -             | 1997 SJ4     | 27 tháng 9 năm 1997  | Oizumi                             | T. Kobayashi                                           |
| 9808 -             | 1998 QS70    | 24 tháng 8 năm 1998  | Socorro                            | LINEAR                                                 |
| 9809 Jimdarwin     | 1998 RZ5     | 13 tháng 9 năm 1998  | Anderson Mesa                      | LONEOS                                                 |
| 9810 -             | 1998 RJ65    | 14 tháng 9 năm 1998  | Socorro                            | LINEAR                                                 |
| 9811 Cavadore      | 1998 ST      | 16 tháng 9 năm 1998  | Caussols                           | ODAS                                                   |
| 9812 Danco         | 1998 SJ144   | 18 tháng 9 năm 1998  | La Silla                           | E. W. Elst                                             |
| 9813 Rozgaj        | 1998 TP5     | 13 tháng 10 năm 1998 | Đài thiên văn Zvjezdarnica Višnjan | K. Korlević                                            |
| 9814 Ivobenko      | 1998 UU18    | 23 tháng 10 năm 1998 | Višnjan Observatory                | K. Korlević                                            |
| 9815 Mariakirch    | 2079 P-L     | 24 tháng 9 năm 1960  | Palomar                            | C. J. van Houten, I. van Houten-Groeneveld, T. Gehrels |
| 9816 von Matt      | 2643 P-L     | 24 tháng 9 năm 1960  | Palomar                            | C. J. van Houten, I. van Houten-Groeneveld, T. Gehrels |
| 9817 Thersander    | 6540 P-L     | 24 tháng 9 năm 1960  | Palomar                            | C. J. van Houten, I. van Houten-Groeneveld, T. Gehrels |
| 9818 Eurymachos    | 6591 P-L     | 24 tháng 9 năm 1960  | Palomar                            | C. J. van Houten, I. van Houten-Groeneveld, T. Gehrels |
| 9819 Sangerhausen  | 2172 T-1     | 25 tháng 3 năm 1971  | Palomar                            | C. J. van Houten, I. van Houten-Groeneveld, T. Gehrels |
| 9820 Hempel        | 3064 T-1     | 26 tháng 3 năm 1971  | Palomar                            | C. J. van Houten, I. van Houten-Groeneveld, T. Gehrels |
| 9821 Gitakresáková | 4033 T-1     | 26 tháng 3 năm 1971  | Palomar                            | C. J. van Houten, I. van Houten-Groeneveld, T. Gehrels |
| 9822 Hajduková     | 4114 T-1     | 26 tháng 3 năm 1971  | Palomar                            | C. J. van Houten, I. van Houten-Groeneveld, T. Gehrels |
| 9823 Annantalová   | 4271 T-1     | 26 tháng 3 năm 1971  | Palomar                            | C. J. van Houten, I. van Houten-Groeneveld, T. Gehrels |
| 9824 Marylea       | 3033 T-2     | 30 tháng 9 năm 1973  | Palomar                            | C. J. van Houten, I. van Houten-Groeneveld, T. Gehrels |
| 9825 Oetken        | 1214 T-3     | 17 tháng 10 năm 1977 | Palomar                            | C. J. van Houten, I. van Houten-Groeneveld, T. Gehrels |
| 9826 Ehrenfreund   | 2114 T-3     | 16 tháng 10 năm 1977 | Palomar                            | C. J. van Houten, I. van Houten-Groeneveld, T. Gehrels |
| 9827 -             | 1958 TL1     | 8 tháng 10 năm 1958  | Flagstaff                          | LONEOS                                                 |
| 9828 Antimachos    | 1973 SS      | 19 tháng 9 năm 1973  | Palomar                            | C. J. van Houten, I. van Houten-Groeneveld, T. Gehrels |
| 9829 Murillo       | 1973 SJ1     | 19 tháng 9 năm 1973  | Palomar                            | C. J. van Houten, I. van Houten-Groeneveld, T. Gehrels |
| 9830 -             | 1978 VE11    | 7 tháng 11 năm 1978  | Palomar                            | E. F. Helin, S. J. Bus                                 |
| 9831 Simongreen    | 1979 QZ      | 22 tháng 8 năm 1979  | La Silla                           | C.-I. Lagerkvist                                       |
| 9832               | 1981 EH3     | 2 tháng 3 năm 1981   | Siding Spring                      | S. J. Bus                                              |
| 9833 Rilke         | 1982 DW3     | 21 tháng 2 năm 1982  | Đài quan sát Tautenburg            | F. Börngen                                             |
| 9834 Kirsanov      | 1982 TS1     | 14 tháng 10 năm 1982 | Nauchnij                           | L. G. Karachkina                                       |
| 9835 -             | 1984 UD      | 17 tháng 10 năm 1984 | Kleť                               | Z. Vávrová                                             |
| 9836 Aarseth       | 1985 TU      | 15 tháng 10 năm 1985 | Anderson Mesa                      | E. Bowell                                              |
| 9837 -             | 1986 AA2     | 12 tháng 1 năm 1986  | Anderson Mesa                      | I. K. Horowitz                                         |
| 9838 Falz-Fein     | 1987 RN6     | 4 tháng 9 năm 1987   | Nauchnij                           | L. V. Zhuravleva                                       |
| 9839 Crabbegat     | 1988 CT2     | 11 tháng 2 năm 1988  | La Silla                           | E. W. Elst                                             |
| 9840 -             | 1988 RQ2     | 8 tháng 9 năm 1988   | Đài thiên văn Brorfelde            | P. Jensen                                              |
| 9841 -             | 1988 UT      | 18 tháng 10 năm 1988 | Kleť                               | Z. Vávrová                                             |
| 9842 Funakoshi     | 1989 AS1     | 15 tháng 1 năm 1989  | Kitami                             | K. Endate, K. Watanabe                                 |
| 9843 -             | 1989 AL3     | 4 tháng 1 năm 1989   | Siding Spring                      | R. H. McNaught                                         |
| 9844 Otani         | 1989 WF1     | 23 tháng 11 năm 1989 | Yatsugatake                        | Y. Kushida, O. Muramatsu                               |
| 9845 Okamuraosamu  | 1990 FM1     | 27 tháng 3 năm 1990  | Kitami                             | K. Endate, K. Watanabe                                 |
| 9846 -             | 1990 OS1     | 29 tháng 7 năm 1990  | Palomar                            | H. E. Holt                                             |
| 9847 -             | 1990 QJ5     | 25 tháng 8 năm 1990  | Palomar                            | H. E. Holt                                             |
| 9848 Yugra         | 1990 QX17    | 26 tháng 8 năm 1990  | Nauchnij                           | L. V. Zhuravleva                                       |
| 9849 -             | 1990 RF2     | 14 tháng 9 năm 1990  | Palomar                            | H. E. Holt                                             |
| 9850 -             | 1990 TM5     | 9 tháng 10 năm 1990  | Siding Spring                      | R. H. McNaught                                         |
| 9851 Sakamoto      | 1990 UG3     | 24 tháng 10 năm 1990 | Kitami                             | K. Endate, K. Watanabe                                 |
| 9852 -             | 1990 YX      | 24 tháng 12 năm 1990 | Geisei                             | T. Seki                                                |
| 9853 -             | 1991 AN2     | 7 tháng 1 năm 1991   | Siding Spring                      | R. H. McNaught                                         |
| 9854 Karlheinz     | 1991 AC3     | 15 tháng 1 năm 1991  | Đài quan sát Tautenburg            | F. Börngen                                             |
| 9855 -             | 1991 CU      | 7 tháng 2 năm 1991   | Siding Spring                      | R. H. McNaught                                         |
| 9856 -             | 1991 EE      | 13 tháng 3 năm 1991  | Kitt Peak                          | Spacewatch                                             |
| 9857 -             | 1991 EN      | 10 tháng 3 năm 1991  | Siding Spring                      | R. H. McNaught                                         |
| 9858 -             | 1991 OL1     | 18 tháng 7 năm 1991  | La Silla                           | H. Debehogne                                           |
| 9859 Van Lierde    | 1991 PE5     | 3 tháng 8 năm 1991   | La Silla                           | E. W. Elst                                             |
| 9860 Archaeopteryx | 1991 PW9     | 6 tháng 8 năm 1991   | La Silla                           | E. W. Elst                                             |
| 9861 Jahreiss      | 1991 RB3     | 9 tháng 9 năm 1991   | Đài quan sát Tautenburg            | L. D. Schmadel, F. Börngen                             |
| 9862 -             | 1991 RA6     | 13 tháng 9 năm 1991  | Palomar                            | H. E. Holt                                             |
| 9863 Reichardt     | 1991 RJ7     | 13 tháng 9 năm 1991  | Đài quan sát Tautenburg            | F. Börngen, L. D. Schmadel                             |
| 9864 -             | 1991 RT17    | 13 tháng 9 năm 1991  | Palomar                            | H. E. Holt                                             |
| 9865 Akiraohta     | 1991 TP1     | 3 tháng 10 năm 1991  | Toyota                             | K. Suzuki, T. Urata                                    |
| 9866 Kanaimitsuo   | 1991 TV4     | 15 tháng 10 năm 1991 | Kiyosato                           | S. Otomo                                               |
| 9867 -             | 1991 VM      | 3 tháng 11 năm 1991  | Yakiimo                            | A. Natori, T. Urata                                    |
| 9868 -             | 1991 VP1     | 4 tháng 11 năm 1991  | Kushiro                            | S. Ueda, H. Kaneda                                     |
| 9869 Yadoumaru     | 1992 CD1     | 9 tháng 2 năm 1992   | Kitami                             | K. Endate, K. Watanabe                                 |
| 9870 Maehata       | 1992 DA      | 24 tháng 2 năm 1992  | Geisei                             | T. Seki                                                |
| 9871 Jeon          | 1992 DG1     | 28 tháng 2 năm 1992  | Kitami                             | T. Fujii, K. Watanabe                                  |
| 9872 Solf          | 1992 DJ4     | 27 tháng 2 năm 1992  | Đài quan sát Tautenburg            | F. Börngen                                             |
| 9873 -             | 1992 GH      | 9 tháng 4 năm 1992   | Siding Spring                      | R. H. McNaught                                         |
| 9874 -             | 1993 FG23    | 21 tháng 3 năm 1993  | La Silla                           | UESAC                                                  |
| 9875 -             | 1993 FH25    | 21 tháng 3 năm 1993  | La Silla                           | UESAC                                                  |
| 9876 -             | 1993 FY37    | 19 tháng 3 năm 1993  | La Silla                           | UESAC                                                  |
| 9877 -             | 1993 ST3     | 18 tháng 9 năm 1993  | Palomar                            | H. E. Holt                                             |
| 9878 Sostero       | 1994 FQ      | 17 tháng 3 năm 1994  | Farra d'Isonzo                     | Farra d'Isonzo                                         |
| 9879 Mammuthus     | 1994 PZ29    | 12 tháng 8 năm 1994  | La Silla                           | E. W. Elst                                             |
| 9880 Stegosaurus   | 1994 PQ31    | 12 tháng 8 năm 1994  | La Silla                           | E. W. Elst                                             |
| 9881 -             | 1994 SE      | 25 tháng 9 năm 1994  | Siding Spring                      | R. H. McNaught                                         |
| 9882 Stallman      | 1994 SS9     | 28 tháng 9 năm 1994  | Kitt Peak                          | Spacewatch                                             |
| 9883 -             | 1994 TU1     | 8 tháng 10 năm 1994  | Camarillo                          | J. E. Rogers                                           |
| 9884 Příbram       | 1994 TN3     | 12 tháng 10 năm 1994 | Kleť                               | M. Tichý, Z. Moravec                                   |
| 9885 Linux         | 1994 TM14    | 12 tháng 10 năm 1994 | Kitt Peak                          | Spacewatch                                             |
| 9886 Aoyagi        | 1994 VM7     | 8 tháng 11 năm 1994  | Kiyosato                           | S. Otomo                                               |
| 9887 -             | 1995 AH      | 2 tháng 1 năm 1995   | Oizumi                             | T. Kobayashi                                           |
| 9888 -             | 1995 CD      | 1 tháng 2 năm 1995   | Oizumi                             | T. Kobayashi                                           |
| 9889 -             | 1995 FG1     | 28 tháng 3 năm 1995  | Kushiro                            | S. Ueda, H. Kaneda                                     |
| 9890 -             | 1995 SY2     | 20 tháng 9 năm 1995  | Kushiro                            | S. Ueda, H. Kaneda                                     |
| 9891 Stephensmith  | 1995 XN1     | 15 tháng 12 năm 1995 | Oizumi                             | T. Kobayashi                                           |
| 9892 -             | 1995 YN3     | 27 tháng 12 năm 1995 | Oizumi                             | T. Kobayashi                                           |
| 9893 -             | 1996 AA1     | 12 tháng 1 năm 1996  | Oizumi                             | T. Kobayashi                                           |
| 9894 -             | 1996 BS1     | 23 tháng 1 năm 1996  | Oizumi                             | T. Kobayashi                                           |
| 9895 -             | 1996 BR3     | 27 tháng 1 năm 1996  | Oizumi                             | T. Kobayashi                                           |
| 9896 -             | 1996 BL17    | 22 tháng 1 năm 1996  | Socorro                            | Lincoln Laboratory ETS                                 |
| 9897 Malerba       | 1996 CX7     | 14 tháng 2 năm 1996  | Asiago                             | M. Tombelli, U. Munari                                 |
| 9898 -             | 1996 DF      | 18 tháng 2 năm 1996  | Oizumi                             | T. Kobayashi                                           |
| 9899 -             | 1996 EH      | 12 tháng 3 năm 1996  | Siding Spring                      | R. H. McNaught                                         |
| 9900 Llull         | 1997 LL6     | 13 tháng 6 năm 1997  | Majorca                            | M. Blasco                                              |